# Grania hongkongensis
Grania hongkongensis är en ringmaskart som beskrevs av Erséus 1990. Grania hongkongensis ingår i släktet Grania och familjen småringmaskar. Inga underarter finns listade i Catalogue of Life.